# Windthorst, Texas
Windthorst là một thị trấn thuộc quận Archer, tiểu bang Texas, Hoa Kỳ. Năm 2010, dân số của thị trấn này là 409 người.

## Dân số
- Dân số năm 2000: 440 người.
- Dân số năm 2010: 409 người.